# Miacorella leucocraspedontis
Miacorella leucocraspedontis is een vlinder uit de familie van de Houtboorders (Cossidae). De wetenschappelijke naam van de soort is voor het eerst gepubliceerd in 1954 door B. Zukowsky.
De soort komt voor in Peru, Bolivia en Argentinië.